# Còlit ros
El còlit/còlbit ros, la còlbia rossa (coablanca rossa i culblanc a les Balears) (Oenanthe hispanica) és una espècie d'ocell de la família dels muscicàpids (Muscicapidae). Fa 15 cm de llargària total. A l'estiu el mascle és de color crema per damunt i per sota. Té el carpó blanc i la cua també blanca, amb la punta negra. Les ales són marró fosc. Presenta dues morfologies possibles respecte a una banda negra que tenen a la cara: alguns exemplars tenen la gola crema i una taca negra a l'ull, mentre que d'altres també tenen la gola negra. Les femelles i joves no són tan contrastats com els mascles adults.
Hom el pot trobar fins a 2.000 msnm però, en general, prefereix al voltant de 600 m. Li agraden les ruïnes dels edificis vells, dels castells i els murs de pedra que separen les vinyes. La seua dieta inclou insectes, aràcnids, mol·luscs petits i baies. Es posa sovint sobre pedres i còdols des d'on atalaia els insectes dels que s'alimenta. Té un cant melodiós i agradable.
Només nidifica als països mediterranis, en llocs assolellats i secs, preferentment conreats. Cria a menys alçada que el còlit gris i situa el niu en una cavitat o sota una pedra. El niu està fet a base d'herbes seques i arrels. La femella hi pon 4 o 5 ous de tonalitats blavenques al maig-juny, els cova i, amb l'ajut del pare, alimenta la nierada que en neix. No cria a les Balears on és un migrant escàs a tot l'arxipèlag.

## Taxonomia
Segons el Handook of the Birds of the World i la quarta versió de la BirdLife International Checklist of the birds of the world (Desembre 2019), el còlit ros presenta dues subespècies:
- O. hispanica hispanica present al nord-oest d'Àfrica, la península Ibèrica (on es concentren les 3/4 parts de la població mundial d'aquesta espècie), sud de França, nord i centre d'Itàlia, Eslovènia, Croàcia i Sèrbia;
- O. hispanica melanoleuca Calàbria, Pulla, i de Sèrbia fins a la mar Càspia i l'Iran.

Tanmateix, en la llista mundial d'ocells del Congrés Ornitològic Internacional (versió 12.1, gener 2022) la subespècie melanoleuca es considera una espècie separada: Oenanthe melanoleuca.